# 亚历山德拉·科瓦尔丘克
亚历山德拉·科瓦尔丘克（波蘭語：Aleksandra Kowalczuk，1996年12月18日—）生于赫魯別舒夫，是一名波兰女子跆拳道运动员，曾就读于波兹南体育大学。科瓦尔丘克童年时随家人移居至奥尔什丁，她曾接触体操、舞蹈、篮球等项目，后来一位体操教练建议她练习跆拳道，她便在约11岁时开始接触跆拳道。